# Megatoma variegata
Megatoma variegata är en skalbaggsart som först beskrevs av Horn 1875.  Megatoma variegata ingår i släktet Megatoma och familjen ängrar. Inga underarter finns listade i Catalogue of Life.